# Шанкар Чаттерджі
Шанкар Чаттерджі (англ. Sankar Chatterjee, бенг. শঙ্কর চ্যাটার্জী; нар. 28 травня 1943) — індійський та американський палеонтолог.

## Біографія
Народився 1943 року у Калькуті. У 1970 році отримав ступінь доктора філософії у Калькуттський університеті. У 1977—1978 роках працював аспірантом в Смітсонівському інституті. Згодом став професором геологічних наук в Техаському технічнологічму університеті і куратором відділу палеонтології в Музеї Техаського технічнологічного університету.
Дослідження Чаттерджі зосереджені на походженні, еволюції, функціональній анатомії та систематиці мезозойських хребетних, включаючи базальних архозаврів, динозаврів, птерозаврів і птахів. Він досліджував пізньотріасові рептилії Індії і Техасу, такі як фітозаври, ринхозаври і пролацертії.